# 圣若亚敬及圣亚纳堂
圣若亚敬及圣亚纳堂（Chiesa dei Santi Gioacchino e Anna al Tuscolano）是一座罗马天主教教堂，位于罗马Torre Maura区的viale Bruno Rizzieri。该堂供奉圣母玛利亚的父母若亚敬和圣亚纳。
堂区于1982年3月1日由Ugo Poletti枢机创建。教堂由建筑师Sandro Benedetti建于1982-1984年。1984年4月12日祝圣。1988年6月28日封为领衔堂区。

## 枢机司铎
- Hans Hermann Groer (1988 –  2003)
- 凯斯·奥布莱恩 ( 2003 – 2018)
- 托里维奥·蒂科纳·波尔科 (2018 - )

前两任枢机主教都卷入了性丑闻,并放弃了作为枢机主教的特权 。